# Krzysztof Herdzin

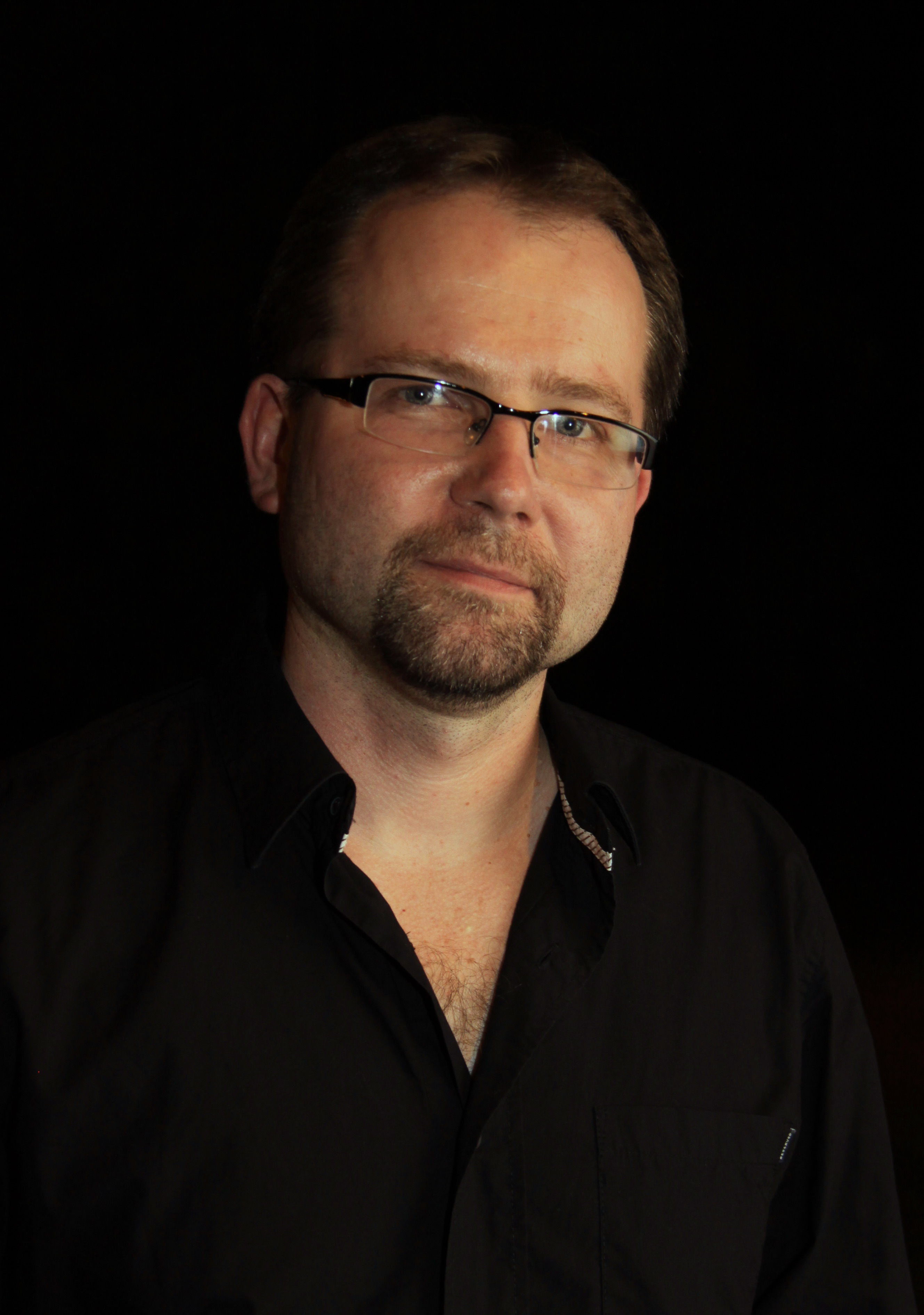
Krzysztof Herdzin, 2012

Krzysztof Herdzin (* 21. Mai 1970 in Bydgoszcz) ist ein polnischer Jazzmusiker (Piano, Komposition, Arrangement). Er gilt als einer der meistbeschäftigten polnischen Musiker und wurde mit Platin- und Goldenen Schallplatten ausgezeichnet.

## Leben und Wirken
Herdzin begann bereits während seiner Schulzeit am Musikgymnasium in Bydgoszcz als Jazzmusiker zu arbeiten. Zwischen 1990 und 1992 gehörte er zur Band von Kazimierz Jonkisz. Er schloss 1993 sein Studium an der Musikakademie Bydgoszcz ab. Dort unterrichtete er bis 1996 im Fachbereich Kammermusik.
Von 1992 bis 1997 leitete Herdzin seine eigene Gruppe KGB; von 1992 bis 1995 war er außerdem Mitglied von Jan Wróblewskis Band Made in Poland. Mit dem Tenorsaxophonisten Zbigniew Brzyszcz, Bassist Piotr Rodowicz und Jonkisz bildete er das Quartett Tribute to Monk (1995–98). 1995 begann er als Leiter kleinerer Gruppen eigene Alben aufzunehmen. Im folgenden Jahr trat er dem Quartett von Zbigniew Namysłowski bei. Weiter begleitete er Ewa Bem. Aktuell leitet er sein eigenes Trio mit Cezary Konrad und Robert Kubiszyn und arbeitet in den Bands von Anna Maria Jopek, Marek Napiórkowski, Olga Bończyk und Ola Bieńkowska. Weiterhin trat er mit Maria Schneider, Grégoire Maret, Richard Bona, Oscar Castro-Neves, Mino Cinelu, Dhafer Youssef, Gary Husband oder Brad Terry auf.
Herdzin war überdies in vielen anderen Genres aktiv: Im Bereich der Klassik machte er als Pianist Aufnahmen für den Bayerischen Rundfunk und gab zahlreiche Konzerte, unter anderem mit dem Klarinettisten Wojtek Mrozek, der Flötistin Jadwiga Kotnowska und dem Geiger Vadim Brodsky. Er trat er mit klassischen Ensembles wie dem Nationalorchester Belgiens, dem Zhejiang Symphony Orchestra, der Sinfonia Varsovia und dem Polnischen Rundfunkorchester auf, komponierte und arrangierte für sie, arbeitete im Musiktheater und spielte Popmusik bei Kayah, Edyta Górniak, Hanna Banaszak, Andrzej Piaseczny, Robert Janowski, Halina Frąckowiak, Edyta Geppert/Kroke, Irena Santor, Katarzyna Groniec, Ryszard Rynkowski, Mieczysław Szcześniak, Zbigniew Wodecki, Natalia Kukulska, Maryla Rodowicz, Justyna Steczkowska, Wojciech Gąssowski, Janusz Radek und Trebunie-Tutki. Weiterhin war er künstlerischer Leiter von Musikfestivals und wirkte an der Produktion von Fernsehsendungen mit. Er orchestrierte Jan A. P. Kaczmareks Oscar-prämierten Soundtrack zu Wenn Träume fliegen lernen.
Herzdin war als Interpret, aber auch als Komponist, Arrangeur, Dirigent oder Musikproduzent an der Aufnahme von über 150 Alben beteiligt. Als Hochschullehrer lehrt er an der  Feliks-Nowowiejski-Musikakademie Bydgoszcz.

## Diskographische Hinweise
- Chopin (1995)
- Being Confused (1997)
- Seriale, seriale (1998)
- Almost After (2000)
- Dancing Flowers (2005)
- Live in Tygmont (2006)
- Belcanto Semplice (2008)
- Symphonicum (2010)
- Capacity (2011)
- Looking for Balance (2011)
- Composers Concert Live (2013)
- The Book of Secrets (2019, mit Rick Margitza, Robert Kubiszyn, Cezary Konrad)
- Impressions on Paderewski (2020, solo)

## Lexikalischer Eintrag
- Adam Cegielski & Barry Kernfeld: Herdzin, Krzysztof in: New Grove Dictionary of Jazz 2002 (Oxford Music Online)